# Fidelis dispensator et prudens
Fidelis dispensator et prudens (česky Věrný a rozvážný správce) je čtvrté motu proprio papeže Františka, vydané 24. února 2014. Jeho název pochází z Lukášova evangelia – Lk 12, 42 (Kral, ČEP). Byla jím zřízena Rada pro ekonomické záležitosti, Sekretariát pro ekonomiku a úřad generálního auditora. 